# Bayubas de Abajo
Bayubas de Abajo és un municipi espanyol ubicat a la província de Sòria, dins la comunitat autònoma de Castella i Lleó.